# Acinia
Acinia és un gènere de tefrítids o mosques de la fruita de la família Tephritidae.

## Espècies
- A. aurata Aczel, 1958[3]
- A. biflexa (Loew, 1844)[4]
- A. corniculata (Zetterstedt, 1819)[5]
- A. hendeli Aczel, 1958[3]
- A. ica Hering, 1941[6]
- A. jungsukae Kwon, 1985[7]
- A. macroducta Dirlbek & Dirlbekova, 1972[8]
- A. mallochi Aczel, 1958[3]
- A. obscura Aczel, 1958[3]
- A. peruana Aczel, 1958[3]
- A. picturata (Snow, 1894)[9]
- A. reticulata Aczel, 1958[3]
- A. tessariae (Kieffer & Jörgensen, 1910)</small[10]